# 19137 Copiapó
19137 Copiapó è un asteroide della fascia principale. Scoperto nel 1989, presenta un'orbita caratterizzata da un semiasse maggiore pari a 2,5448190 UA e da un'eccentricità di 0,1627883, inclinata di 8,80226° rispetto all'eclittica.